# Diocesi di Otočac
La diocesi di Otočac o, in italiano, diocesi di Ottocio (in latino Dioecesis Ottociensis) è una sede soppressa e sede titolare della Chiesa cattolica.

## Territorio
Sede vescovile era la città di Otočac, in Croazia, dove fungeva da cattedrale la chiesa di San Nicola.

## Storia
La diocesi fu eretta nel 1460, ricavandone il territorio dalla diocesi di Segna. Era suffraganea dell'arcidiocesi di Spalato (oggi arcidiocesi di Spalato-Macarsca).
Il 13 settembre 1513 la diocesi fu unita alla stessa diocesi di Segna. Tuttavia, nel 1520 la diocesi, vacante per la dimissioni del vescovo Vincenzo de Andreis, fu concessa a suo nipote Pietro. Al termine di quest'episcopato la diocesi fu soppressa.
Dal 1933 Otočac è annoverata tra le sedi vescovili titolari della Chiesa cattolica con il nome di Ottocio; dal 21 febbraio 2013 il vescovo titolare è Joaquín Humberto Pinzón Güiza, I.M.C., vicario apostolico di Puerto Leguízamo-Solano.

## Cronotassi

### Vescovi
- Biagio Nicolai † (4 giugno 1460 - circa 1492 deceduto)
- Giovanni Chericato, O.Cruc. † (9 maggio 1492 - 16 agosto 1493 nominato vescovo di Cattaro)
- Vincenzo de Andreis † (6 settembre 1493 - circa 1520 dimesso)
- Pietro de Andreis † (19 ottobre 1520 - circa 1534)

### Vescovi titolari
- Patrick Webster, O.S.B. † (26 giugno 1969 - 7 marzo 1970 nominato vescovo di Saint George's a Grenada)
- Maurice Paul Delorme, Ist. del Prado † (2 ottobre 1975 - 27 dicembre 2012 deceduto)
- Joaquín Humberto Pinzón Güiza, I.M.C., dal 21 febbraio 2013